# Šerkovice
Šerkovice település Csehországban, a Brno-vidéki járásban. Šerkovice Rohozec, Lomnice, Rašov, Tišnov és Lomnička településekkel határos. Lakosainak száma 347 fő (2024. január 1.).

## Népesség
A település lakosságának változását az alábbi diagram mutatja:
| Lakosok száma | 221  | 204  | 185  | 207  | 208  | 243  | 258  | 320  | 349  | 347  |
|               | 1869 | 1900 | 1921 | 1961 | 1980 | 2011 | 2016 | 2019 | 2021 | 2024 |